# Дрексел (Северна Каролина)
Дрексел (енгл. Drexel) град је у америчкој савезној држави Северна Каролина.

## Демографија
По попису из 2010. године број становника је 1.858, што је 80 (-4,1%) становника мање него 2000. године.
| Група             | 2000.         | 2010.         |
| Белци             | 1.632 (84,2%) | 1.587 (85,4%) |
| Афроамериканци    | 75 (3,9%)     | 62 (3,3%)     |
| Азијати           | 135 (7,0%)    | 82 (4,4%)     |
| Хиспаноамериканци | 77 (4,0%)     | 91 (4,9%)     |
| Укупно            | 1.938         | 1.858         |